# Robert Louis Whelan
Robert Louis Whelan SJ (* 16. April 1912 in Wallace, Idaho; † 15. September 2001) war ein US-amerikanischer Ordensgeistlicher und römisch-katholischer Bischof von Fairbanks.

## Leben
Robert Louis Whelan trat dem Jesuitenorden bei und empfing am 17. Juni 1944 das Sakrament der Priesterweihe.
Papst Paul VI. ernannte ihn am 6. Dezember 1967 zum Koadjutorbischof von Fairbanks und zum Titularbischof von Sicilibba. Der Apostolische Delegat in den Vereinigten Staaten, Erzbischof Luigi Raimondi, spendete ihm am 22. Februar des folgenden Jahres die Bischofsweihe; Mitkonsekratoren waren der Erzbischof von Anchorage, John Joseph Thomas Ryan, und der Bischof von Fairbanks, Francis Doyle Gleeson SJ.
Mit dem Rücktritt Francis Doyle Gleesons am 15. November 1968 folgte er diesem als Bischof von Fairbanks nach.